# John Bromfield
John Bromfield, född Farron Bromfield den 11 juni 1922 i South Bend, Indiana, död 19 september 2005 i Palm Desert, Kalifornien, var en amerikansk skådespelare. 
1948 debuterade han som skådespelare i filmen Ursäkta, fel nummer! med Burt Lancaster och Barbara Stanwyck. Han hade sedan roller bl.a. i Monstret tar hämnd och Skräcken i Svarta lagunen.